# Summer I Love You

Summer I Love You (Hiu sam seung oi) est un film hongkongais réalisé par Gam Chuen Law, sorti en 2002.

## Synopsis
Une jeune femme pense qui a eu une malchance à cause du décès de ses amis depuis 2 ans après.

## Fiche technique
- Titre : Summer I Love You
- Titre original : Hiu sam seung oi
- Réalisation : Gam Chuen Law
- Scénario : Man Hong Lung
- Production : Tung-Shing Yee
- Musique : Tommy Wai
- Photographie : Kwok-Man Keung
- Montage : Chi-Leung Kwong
- Pays de production : Hong Kong
- Format : Couleurs - 1,85:1 - Dolby Digital - 35 mm
- Genre : Romance
- Durée : 94 minutes
- Date de sortie : 19 septembre 2002

## Distribution
- Richie Ren : Lek
- Candy Lo : Ching Wai / Sum Wai
- Chi Lei Kong
- Ho Yam
- Gam Wa Goo
- Joe Cheung
- Cheung Yung
- Man Huang

## Distinctions

### Hong Kong Film Award 2003
Nomination :
- Meilleur réalisateur débutant